# Monstergruppe
Die Monstergruppe ist eine der 26 sporadischen Gruppen in der Gruppentheorie, einem Teilgebiet der Mathematik. Für die meist mit einer der beiden symbolischen Bezeichnungen {\displaystyle F_{1}} und {\displaystyle M} abgekürzte Monstergruppe werden häufig auch die englischen Bezeichnungen monster group, Fischer-Griess monster group oder friendly giant group benutzt. Der ungewöhnliche Name dieser Gruppe kann dadurch erklärt werden, dass sie mit Abstand die mächtigste aller 26 sporadischen Gruppen ist.

## Eigenschaften
Die sporadischen Gruppen sind jene (endlich vielen) endlichen einfachen Gruppen, die sich nicht in eine der 18 (unendlich großen) Familien endlicher einfacher Gruppen einordnen lassen. Von diesen gibt es 26 Stück, und die Monstergruppe {\displaystyle M} ist unter diesen die mit Abstand mächtigste mit einer Gruppenordnung von
| {\displaystyle \left\|M\right\|} | = 246·320·59·76·112·133·17·19·23·29·31·41·47·59·71                        |
|                                  | = 808.017.424.794.512.875.886.459.904.961.710.757.005.754.368.000.000.000 |
|                                  | ≈ 8·1053                                                                  |

Die Ordnung der nächstkleineren sporadischen Gruppe, der sogenannten Baby-Monstergruppe, ist 
4.154.781.481.226.426.191.177.580.544.000.000 ≈ 4·1033. 
Die Primteiler der Ordnung der Monstergruppe sind die supersingulären Primzahlen (Folge A002267 in OEIS). Die Monstergruppe ist Galoisgruppe eines Polynoms mit rationalen Koeffizienten und kann durch Angabe dieses Polynoms vollständig charakterisiert werden.
20 der 26 sporadischen Gruppen sind Subquotienten (Bilder von Untergruppen) von {\displaystyle M}. Diese 20 werden nach Robert Griess als Happy Family zusammengefasst, und im Gegensatz dazu die übrigen 6 als Parias bezeichnet.

## Entdeckungsgeschichte
Die Existenz der Monstergruppe wurde 1973 von Bernd Fischer und Robert Griess vermutet. 1982 gelang Griess die Konstruktion der Monstergruppe als Automorphismengruppe einer kommutativen, nicht-assoziativen Algebra auf einem 196883-dimensionalen Raum. 1979 formulierten Simon Norton und John H. Conway eine Reihe von Vermutungen über Zusammenhänge zwischen der Monstergruppe und der j-Funktion („monstrous moonshine“), für deren Beweis der englische Mathematiker Richard E. Borcherds 1998 unter anderem auf dem Internationalen Mathematikerkongress in Berlin die Fields-Medaille erhielt.
Die Eindeutigkeit des Monsters wurde 1989 von Griess, Ulrich Meierfrankenfeld und Yoav Segev bewiesen.